# Coast Starlight
Le Coast Starlight est un train de voyageurs circulant sur la côte Ouest des États-Unis. La ligne, d'une longueur de 2 216 kilomètres, relie la gare de King Street de Seattle, dans l'État de Washington, à la gare Union de Los Angeles, en Californie.
La ligne traverse plusieurs des grandes villes de la côte Ouest, dont Portland et Eugene dans l'Oregon, Sacramento, Emeryville (proche de San Francisco), Oakland, San José, Santa Barbara, et Oxnard en Californie.

## Histoire

### Contexte
Avant la création d'Amtrak par l'administration Nixon, aucun train de voyageurs ne parcourait la côte pacifique du nord au sud. Le service le plus proche avait été le "Côte Ouest" opéré par la Southern Pacific Transportation Company (SP) entre 1924 et 1949. Ce train reliait alors les villes de Los Angeles et Portland via la Vallée de San Joaquin.
En 1971, année de la création d'Amtrak, la SP exploitait 2 trains quotidiens entre Los Angeles et la baie de San Francisco : Le San Joaquin Daylight entre Los Angeles et Oakland et le Coast Daylight entre Los Angeles et San Francisco.
La SP exploitait également le train Cascade roulant 3 fois par semaine entre Oakland et Portland.

### Sous Amtrak (1971-aujourd'hui)

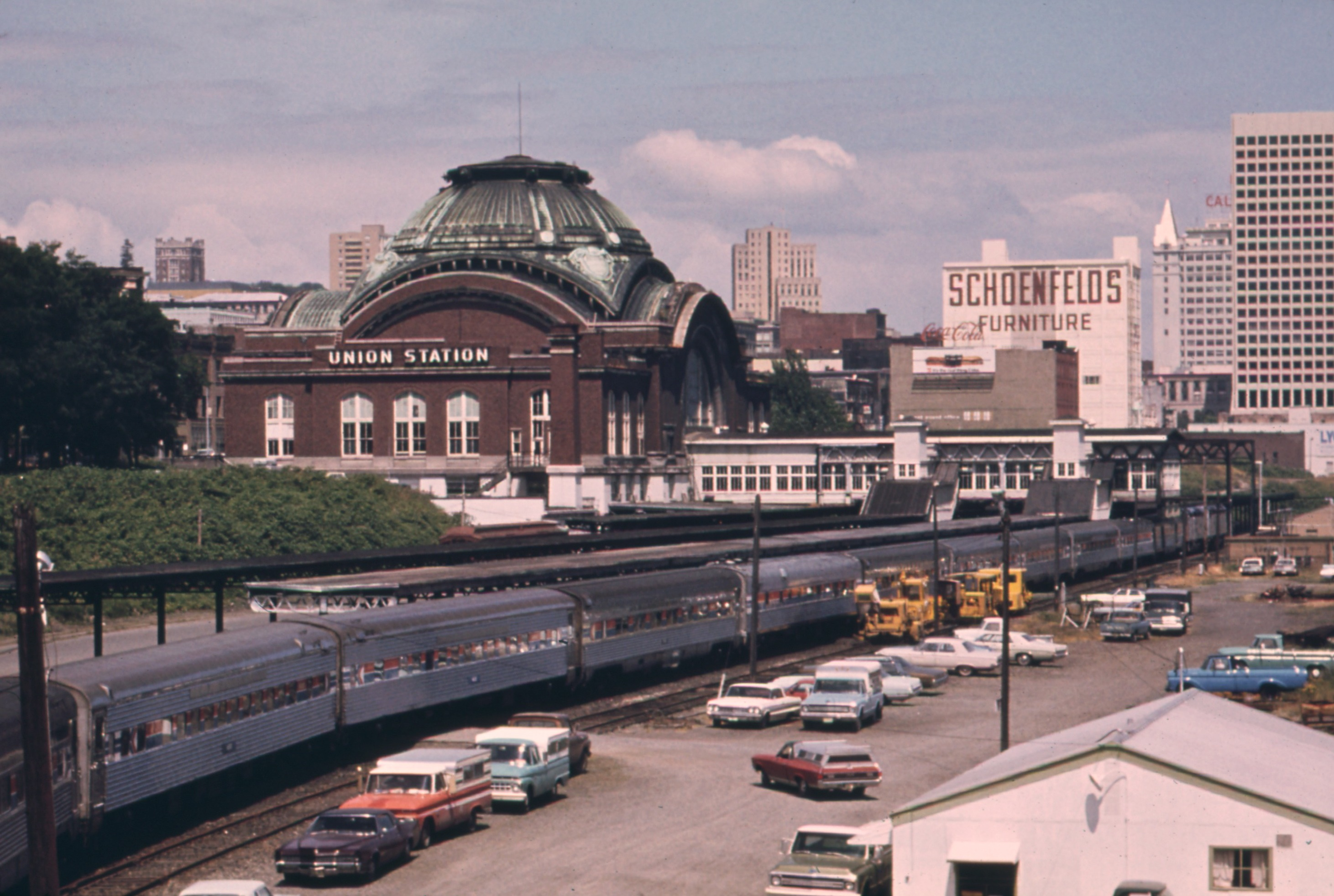
Un Coast Starlight à Tacoma en 1974.

Au départ, un  seul train circulait sous le nom de The Coast Starlight entre San Diego et Seattle trois fois par semaine, sous les numéros 11/12. Les 4 autres jours de la semaine, un train portant les numéros 98/99 nommé The Coast Daylight circulait entre Los Angeles et Oakland, avant d'être prolongé le 14 novembre 1971 jusqu'à San Diego et renuméroté 12/13.
Le service a été suspendu entre Los Angeles et San Diego en avril 1972 à la suite de la création du San Diegan.
À la suite d'une expérimentation concluante durant l'été 1973, où Amtrak avait fusionné le Coast Starlight et le Coast Daylight, Amtrak abandonna le Coast Daylight le 19 mai 1974,.
À l'origine le Coast Starlight utilisait la ligne de la SP entre Tehama et Davis, cet itinéraire permettant le contournement de Sacramento. Cependant, en 1982, à la suite d'une demande de l'état de Californie, le train fut déplacé sur une autre ligne de la SP permettant l'ajout d'un arrêt à Sacramento, Chico et Marysville,,. Ce dernier sera cependant fermé en 1999 pour permettre un trajet plus direct au nord de Sacramento.
Le nombre de voyageurs, en constante augmentation depuis la création du train, a diminué de 26% entre 1999 et 2005 à cause d'opérations d'entretien des voies menées par l'Union Pacific et de la saturation des voies causée par le trafic de marchandises. La ponctualité du train est descendue jusqu'à 2%. Au milieu de l'été 2006, des retards allant de 5 à 11 heures étaient réguliers. Pour pallier ce problème, Amtrak a relancé le Coast Starlight avec des voitures rénovées. Les conditions d'exploitation de l'UP se sont aussi améliorées, permettant une ponctualité de 86% en mai 2008. Ces améliorations ont permis une augmentation du nombre de passagers de 15% entre 2008 et 2009.
En 2017, à la suite d'un déraillement d'un train de marchandise près du Mont Shasta en Californie, le service du Coast Starlight fut suspendu au nord de Sacramento pendant un mois.

### Améliorations futures
Le plan ferroviaire 2018 du département des transports de l'État de Californie prévoit un certain nombre d'améliorations de l'infrastructure ferroviaire. Ces propositions comprennent un plan à court terme pour créer 2 nouveaux arrêts pour le Coast Starlight à Soledad et à King City. Il existe une proposition pour améliorer la section partagée avec le Capitol Corridor entre Oakland et Martinez. Cette proposition ré-acheminerait le train venant de la côte vers un nouveau tunnel à travers la ville de Franklin Canyon et vers une emprise juste à côté de la route californienne 4 (en), ce qui réduirait le temps de trajet de plusieurs minutes.

## Tracé
L'itinéraire est long de 2 216 km et dure un peu plus de 33H00. Dans le sens nord, le Coast Stalight part à 10h10 de Los Angeles pour une arrivée à Seattle le lendemain vers 20H00. Dans l'autre sens, le train s'élance de Seattle à 9H45 pour arriver à Los Angeles le lendemain à 21H00

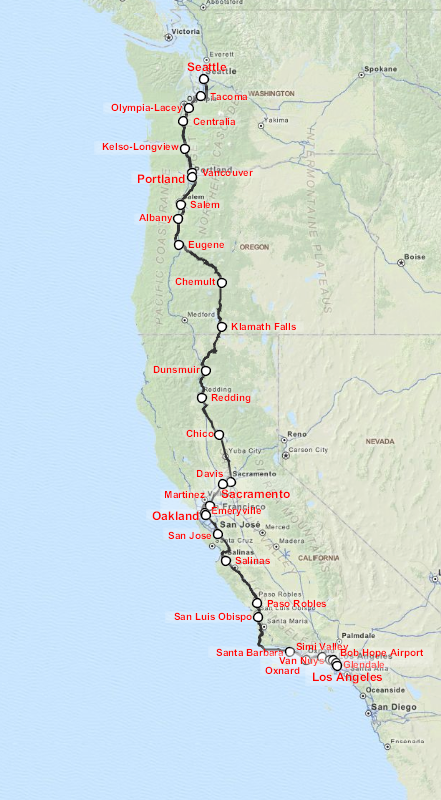
carte du Coast Starlight

Après le départ de la Gare de Los Angeles, le train se dirige vers le nord et suit le fleuve Los Angeles vers Burbank où il effectue un arrêt. Le train tourne alors vers l'est et suit désormais la ligne côtière de la SP. Après un arrêt à Van Nuys, le train passe par le col de Santa Suzanna en se dirigeant vers l'Océan pacifique. Effectuant 2 arrêts à Simi Valley et Oxnard, le train passe dans l'une des dernières zones agricoles du sud de la Californie. Après un passage sans arrêt dans la ville de Ventura, le train roule le long de l'océan pacifique et ce durant 180 km s'arrêtant uniquement à Santa Barbara. Cette portion permet d'admirer l'océan Pacifique. Peu avant l'arrêt à San Luis Obispo, le train tourne vers le nord et quitte la ligne côtière. Après cet arrêt, le train traverse les Montagnes côtières pour se rendre à Paso Robles. Le train continue ensuite vers la ville Salinas permettant aux passagers d'admirer de grandes étendues agricoles coincées entre les montagnes. De là, le train se dirige vers la baie de San Francisco en s'arrêtant à San José,Oakland et Emeryville alors que le soleil se couche à l'horizon. Le train tourne alors vers l'est marquant un arrêt à Martinez et Davis avant d'arriver peu avant minuit à Sacramento, la capitale de l'état de Californie. Après s'être tourné encore une fois vers le nord , le train continue son voyage en passant par la Vallée de Sacramento et marquant des arrêts nocturnes à Chico et Redding. Juste après avoir quitté Redding, le Coast Starlight commence l'ascension des Monts Klamath en passant par la Forêt nationale de Shasta-Trinity et faisant un arrêt à Dunsmuir. De là, le train commence sa longue traversée de la Chaîne des Cascades. Les passagers peuvent alors admirer Mont Shasta, le deuxième plus haut sommet de la chaîne des cascades pendant que le soleil se lève à l'est. En quittant le Mont Shasta, le train entre dans l'Oregon faisant un premier arrêt dans cet état à Klamath Falls. Le train passera ensuite au bord du Lac Klamath supérieur pour ensuite entrer dans la Forêt nationale de Fremont-Winema. Le Mont Scott peut alors être vu à distance. Le train s'arrête une nouvelle fois à Chemult avant de tourner vers l'est et continuer la traversée de la chaîne des cascades en entrant la Forêt nationale de Willamette. Après un arrêt à Eugene, le train s'oriente vers le nord passant à travers  la Vallée de la Willamette, grande vallée agricole de l'état de l'Oregon. Après un arrêt à Albany et Salem, la capitale de l'Oregon, le Coast Stalightarrive en milieu d'après midi à Portland. De là, les passagers qu'ils le souhaitent peuvent prendre l'Empire Builder pour Chicago. Trente minutes plus tard, le train quitte la Gare de Portland et traverse le fleuve Columbia en entrant dans l'État de Washington. Le premier arrêt dans cet État se fera à Vancouver. Deux arrêts, un à Kelso et un Centralia sont prévues avant d'arriver à la capitale de l'état de Washington : Olympia. Par la suite, le train longe la rive de Puget Sound et tourne autour du Parc Point Defiance avant d'arriver à Tacoma. Juste avant 20H00, le Coast Starlight entre dans la ville de Seattle. À partir de la gare de Seattle, les passagers peuvent utiliser d'autres trains Amtrak tel que l'Empire Builder pour Chicago ou encore le train Cascades pour Vancouver

Lors de travaux ou d'incidents sur les voies entre Los Angeles et Oakland, le Coast Starlightpeut être dévié via le Col de Tehachapi, la Vallée Centrale de Californie et la Tri-Valley. Ces trains sont alors les seuls trains de voyageurs à passer par la boucle de Tehachapi.

## Composition
Pour la propulsion, le Coast Starlight utilise 2 General Electric GEP42DC. D'autres locomotives tel que les GEP32-8BWH ou encore les GEP40DC peuvent être utilisées en plus ou à la place d'une des deux GEP42DC.
À l'arrière, on trouve un fourgon à bagages Viewliner à 1 niveau. Les autres voitures utilisées sont à 2 niveaux et sont nommées Superliner comprenant une voiture réservée au personnel permettant de faire la liaison entre le fourgon à bagages et le reste du train, jusqu'à 3 voitures-lits, une voiture restaurant, une voiture de sièges  de classe affaire, une voiture Lounge composé de banquettes et de grandes baies vitrées pour pouvoir observer le paysage et enfin jusqu'à 3 voitures sièges inclinables 

## Incidents
Le 24 février 2019, après une tempête de neige, un train à destination de Los Angeles a percuté un arbre tombé sur la voie près de la ville de Oakridge dans l'Oregon. Le train a été immobilisé pendant 36 heures le temps de dégager la voie pour qu'une locomotive de l'Union Pacific remorque le train jusqu'à la Gare d'Eugene

## Dans la culture
Le dix-septième épisode de la deuxième saison de la série américaine The Big Bang Theory, « Terminator dans le train » (titre original : The Terminator Decoupling), se déroule entièrement dans une voiture du Coast Starlight (2009).